# Los Angeles Clippers
Los Angeles Clippers är en amerikansk basketorganisation, bildad 1970 som Buffalo Braves, vars lag är baserat i Los Angeles i Kalifornien och spelar i NBA.
Laget, Buffalo Braves, flyttades inför säsongen 1978/1979 till San Diego i Kalifornien och döptes om till San Diego Clippers. Efter sex säsonger bytte laget åter hemvist när laget flyttade till Los Angeles inför säsongen 1984/1985. Clippers spelar i Pacific Division i Western Conference, men har aldrig vunnit vare sig någon divisionstitel eller conferencetitel. Los Angeles Clippers är dessutom det äldsta laget i ligan som aldrig har spelat i en NBA-final. Lagets hemmaplan är sedan 1999 Crypto.com Arena som de delar med NBA-kollegan Los Angeles Lakers, WNBA-laget Los Angeles Sparks och NHL-laget Los Angeles Kings.

## Spelartruppen 2025/2026
Senast uppdaterad: 17 augusti 2025.

Alla spelare som har kontrakt med Los Angeles Clippers. Spelarnas löner är i amerikanska dollar och är vad de skulle få ut om spelarna vore i NBA-truppen under hela säsongen.
| Nr                                |           | Namn                     | Pos   | Lön 25/26   |        | Kontrakt | Kom till laget | Kom ifrån                |
| --------------------------------- | --------- | ------------------------ | ----- | ----------- | ------ | -------- | -------------- | ------------------------ |
| 1                                 | USA       | James Harden             | PG/SG | $39 182 692 | [ 3 ]  | 2027     | 2023           | Philadelphia 76ers       |
| 2                                 | USA       | Kawhi Leonard            | SF    | $50 000 000 | [ 4 ]  | 2027     | 2019           | Toronto Raptors          |
| 3                                 | USA       | Bradley Beal             | SG    | $5 354 000  | [ 5 ]  | 2027     | 2025           | Phoenix Suns             |
| 3                                 | USA       | Chris Paul               | PG    | $3 634 153  | [ 6 ]  | 2026     | 2025           | San Antonio Spurs        |
| 5                                 | USA       | Derrick Jones Jr.        | PF/SF | $10 000 000 | [ 7 ]  | 2027     | 2024           | Dallas Mavericks         |
| 8                                 | USA       | Kris Dunn                | PG    | $5 426 400  | [ 8 ]  | 2027     | 2024           | Utah Jazz                |
| 10                                | Serbien   | Bogdan Bogdanović        | SG    | $16 020 000 | [ 9 ]  | 2027     | 2025           | Atlanta Hawks            |
| 10                                | USA       | Jason Preston            | PG    | $2 461 463  | [ 10 ] | 2026     | 2025           | Utah Jazz                |
| 11                                | USA       | Brook Lopez              | C     | $8 653 846  | [ 11 ] | 2027     | 2025           | Milwaukee Bucks          |
| 12                                | USA       | Cam Christie             | PG    | $1 955 377  | [ 12 ] | 2028     | 2024           | Minnesota Golden Gophers |
| 14                                | Schweiz   | Yanic Konan Niederhäuser | C     | $2 643 800  | [ 13 ] | 2029     | 2025           | Penn State Nittany Lions |
| 14                                | USA       | TyTy Washington Jr.      | PG    | $2 378 870  | [ 14 ] | 2026     | 2025           | Milwaukee Bucks          |
| 20                                | USA       | John Collins             | PF    | $26 580 000 | [ 15 ] | 2026     | 2025           | Utah Jazz                |
| 21                                | USA       | Kobe Brown               | SG/SF | $2 654 880  | [ 16 ] | 2027     | 2023           | Missouri Tigers          |
| 23                                | USA       | Patrick Baldwin Jr.      | PF    | $2 378 870  | [ 17 ] | 2026     | 2025           | San Diego Clippers       |
| 33                                | Frankrike | Nicolas Batum            | SF/SG | $5 600 000  | [ 18 ] | 2027     | 2024           | Philadelphia 76ers       |
| 40                                | Kroatien  | Ivica Zubac              | C     | $18 102 000 | [ 19 ] | 2028     | 2019           | Los Angeles Lakers       |
| --                                | Kanada    | Jahmyl Telfort           | SF    | $1 272 868  | [ 20 ] | 2026     | 2025           | Butler Bulldogs          |
| Tvåvägskontrakt                   |           |                          |       |             |        |          |                |                          |
| Nr                                |           | Namn                     | Pos   | Lön 25/26   |        | Kontrakt | Kom till laget | Kom ifrån                |
| 4                                 | USA       | Kobe Sanders             | SG/SF | $636 434    | [ 21 ] | 2026     | 2025           | Nevada Wolf Pack         |
| 9                                 | USA       | Trentyn Flowers          | SG/SF | $636 434    | [ 22 ] | 2026     | 2024           | Adelaide 36ers           |
| 11                                | USA       | Jordan Miller            | SF    | $636 434    | [ 23 ] | 2026     | 2023           | Miami Hurricanes         |
| --                                | USA       | Seth Lundy               | SG/SF | $977 689    | [ 24 ] | 2026     | 2025           | Atlanta Hawks            |
| Positioner: PG – SG – SF – PF – C |           |                          |       |             |        |          |                |                          |

### Spelargalleri

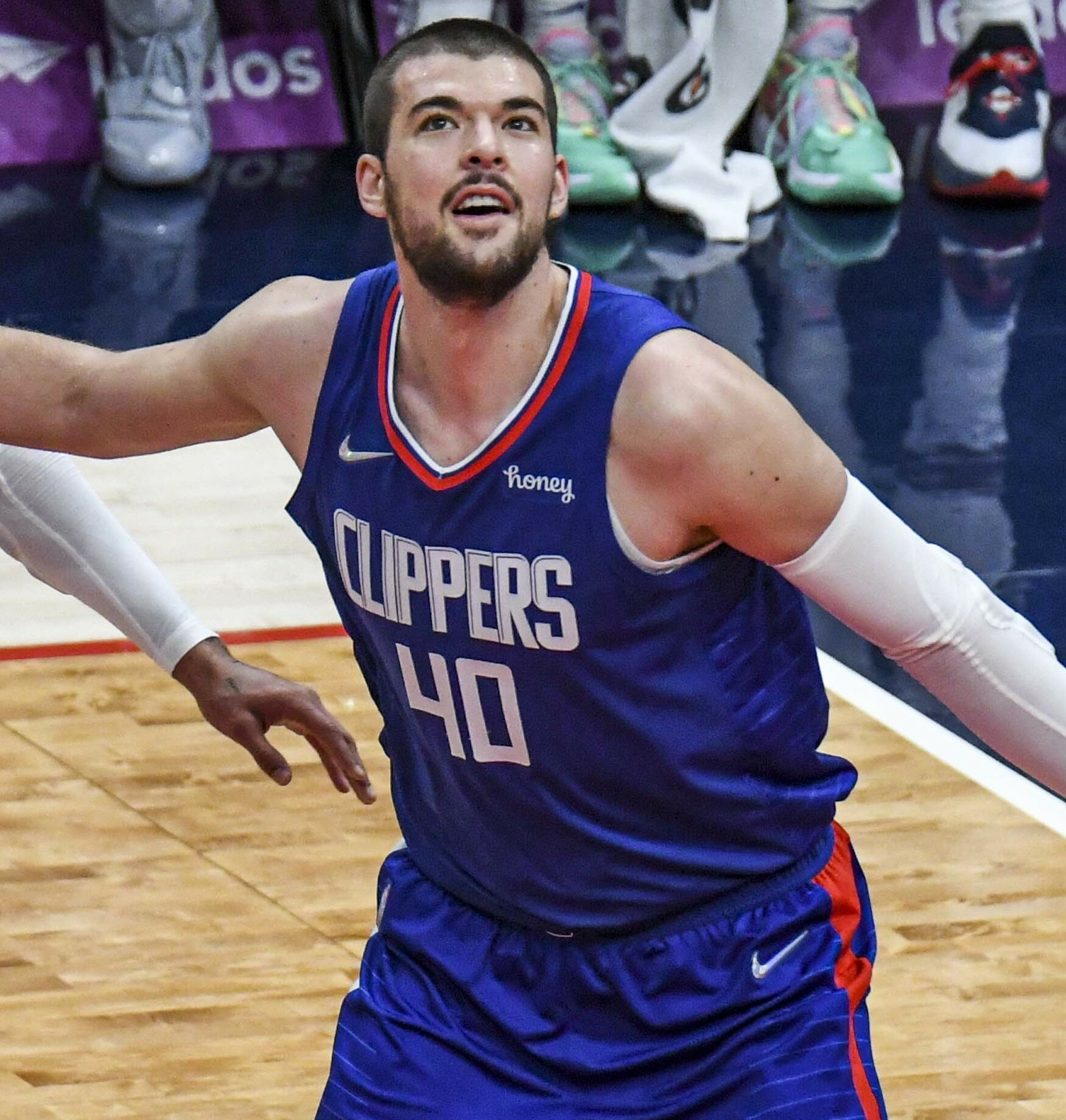
Ivica Zubac